# Certima lojanata
Certima lojanata là một loài bướm đêm trong họ Geometridae.